# Scotstown
Scotstown es una ciudad situada en la provincia de Quebec, en Canadá. Según el censo de 2016, tiene una población de 472 habitantes.
Está ubicada en el municipio regional de condado de Le Haut-Saint-François y a su vez, en la región administrativa de Estrie.

## Geografía
La localidad está ubicada en las coordenadas 45°31′25″N 71°16′51″O / 45.52361, -71.28083. Según Statistics Canada, tiene una superficie total de 11.46 km².

## Demografía
Según el censo de 2016, había 472 personas residiendo en esta localidad, con una densidad de población de 41.2 hab./km². Los datos del censo mostraron que de las 547 personas censadas en 2011, en 2016 hubo una disminución poblacional de 75 habitantes (-13.7%). El número total de viviendas particulares que se encontraban ocupadas por residentes habituales fue de 230.